# Absolute Category Rating
Absolute Category Rating (ACR) ist ein Testverfahren, welches bei der Bestimmung der Videoqualität zum Einsatz kommt. Das Verfahren wurde nach der ITU-T Recommendation P.910. standardisiert.
Verschiedene Testsequenzen werden den Testpersonen nacheinander vorgespielt. Zwischen den einzelnen Videosequenzen findet eine ca. zehnsekündige Pause statt, in welcher die Versuchspersonen die Qualität auf einer Skala bewerten. Hier wird häufig die Qualitätsskala gemäß Mean Opinion Score (kurz: MOS) verwendet.